# Paten
Paten is een bestuurslaag in het regentschap Magelang van de provincie Midden-Java, Indonesië. Paten telt 2908 inwoners (volkstelling 2010).